# Joiceya praeclarus
Joiceya praeclarus is een vlindersoort uit de familie van de prachtvlinders (Riodinidae), onderfamilie Riodininae.
Joiceya praeclarus werd in 1928 beschreven door Talbot.